# Никитин, Виктор Иванович (певец)
Виктор Иванович Никитин  (12 февраля 1911, Сызрани — 6 января 1994, Москве) — советский певец тенор, солист ансамбля Александрова. Знаменит исполнением песни «Калинка».

## Начало карьеры
Будучи инженером-механиком в 1938, он вступил в ансамбль Александрова этом же году. Он начал выступать возможно с 1936 году. Он уже был известен как «Мистер Калинка» перед Второй мировой войной

## Вторая мировая война и концерт мира в Берлине в 1948
Видимо, когда он пел, чтобы развлечь Советские войска на Восточном фронте во Второй мировой войне, немцы прекращали стрелять, чтобы слушать. Немецкая любовь к песням в исполнении Никитина продолжилась и позже. В августе 1948 на концерте мира в составе ансамбля Александрова он пел на бис песню Калинка три раза и получил высокую оценку за её пение. Перед концертом он купил книгу из 10 немецких народных песен, а затем убедил Бориса Александрова и советских командиров, чтобы позволить ему спеть некоторые из них по-немецки, показав немцам большую приверженность миру. На фотографии сделанной из задней части хора в то время, вы можете увидеть часть 30 000-сильный аудитории и разрушенный город на заднем плане. Это сцена, которую Никитин, хор и оркестр видели в этот день в 1948 году
1985 Radio DDR записывает (существует части этого концерта 1948 Берлина. Никитин спел Im Schönsten Wiesengrunde, Ich Freue Mich Ihnen Mein Lied Zu Singen (разговорное вступление Никитина к «Калинке», записывает в 1988) и «Калинку».

## Возвращение в хор
Ходят слухи, что Никитин был в опале после пения на немецком языке в 1948 году, и из-за этого в конечном итоге закончил свою карьеру в 1952 году, однако она теперь говорит, что он просто вернулся в ансамбль хора в 1952 году, по его собственному выбору, в связи с усталостью голоса. Он продолжал оставаться популярным у Сталина, который мог помахать ему по-дружески на концертах. Никитин не мог вернулся в хор без одобрения Сталина. Однако многие соответствующие исходные документы той эпохи были уничтожены, которые могли подтвердить ту или иную версию.

## Факты
Как Виктор Никитин прославил своим исполнением песню Ивана Ларионова «Калинка», так чуть позже солист того же краснознамённого ансамбля Георгий Виноградов своим блестящим исполнением прославил песню Василия Соловьёва-Седого «Соловьи».

## Дискография
С ансамблем Александрова с 1938 по 1952 он записал «Встреча с начальником» (музыка: А. Александров, слова: П. Герман), «Плещут холодные волны (Варяг)» (музыка: Ф. Богородицкий; текст: Я. Репнинский 1950), Самовары-самопалы" (или Военные самовары) дуэт с С. Тибаев (запись 1941), Red Fleet sailors (recorded 1943) (music A. Alexandrov; lyrics N. Labkovsky 1943), Smuglyanka, duet with N. Ustinov (recorded 1945), Kalinka,
Alas nothing to please me (1946) Prague, Come to me young laddie (1946) Prague, Nightingales (music: V. Soloviev-Gray; lyrics: A. Fat’yanov) (recorded 1946), Alas nothing to please me (1948) Moscow, Come to me young laddie (1948) Prague, Troika (1948) Prague, Im schönsten Wiesengrunde (1948) Berlin, Kalinka (1948) Berlin, Heidenröslein (1948) Dresden, Evening on the waterfront solo and as duet with V.N.Katerinsky, Winter evening (1951) Prague, Down by Mother Volga. Он записал песню Песня моей стране (1951 и 26 Октябрь 1952) Прага.